# Волтер Айзексон
Волтер Айзексон (англ. Walter Isaacson; нар. 20 травня 1952, Новий Орлеан, Луїзіана, США) — американський журналіст, письменник та біограф; автор популярних біографій Стіва Джобса, Генрі Кіссінджера, Бенджаміна Франкліна та Альберта Ейнштейна.
Президент Аспенського інституту. Колишній директор телекомпанії CNN та головний редактор журналу Time. В 2009 році був назначений директором державного агентства, під контролем якого знаходяться радіостанції «Голос Америки» та «Свобода».

## Переклади українською
- Волтер Айзексон «Інноватори. Як група хакерів, геніїв та ґіків здійснила цифрову революцію». Видавництво «Наш Формат». 488 ст. 2017. ISBN 978-617-7279-81-4
- Волтер Айзексон «Стів Джобс. Біографія засновника компанії Apple». Видавництво «Брайт Букс». 608 ст. 2017. ISBN 978-966-2665-02-4
- Волтер Айзексон. Ейнштейн. Життя і всесвіт генія. — Київ: «Наш формат», 2019. ISBN 978-617-7552-83-2
- Волтер Айзексон. Бенджамін Франклін. Пер. з англ. Геннадій Шпак. — Київ: «Наш формат», 2019. ISBN 978-617-7682-30-0
- Волтер Айзексон. Леонардо да Вінчі. Пер. з англ. Ярослави Стріхи. — Київ: «Наш формат», 2019. — 488 с. ISBN 978-617-7730-23-0